# Gruppo di NGC 940
Il Gruppo di NGC 940 comprende probabilmente otto galassie situate nella costellazione del Triangolo. La distanza media tra il centro di massa delle prime sei galassie di questo gruppo e la nostra Via Lattea è di circa 232 milioni di anni luce (71,2 Mpc). L'assegnazione a questo gruppo delle ultime due galassie è dubitativa.

## Membri
Le sette galassie componenti il gruppo, indicate nell'articolo di Garcia del 1993, sono elencate nella tabella seguente.
L'ultima componente del gruppo potrebbe essere PGC 212995. Si tratta di una piccola galassia situata a nord di NGC 931 a una distanza di 220 milioni di anni luce dalla nostra Via Lattea. Nelle immagini le due galassie sembrano in collisione, ma nessun sito ne fa cenno.
| Nome        | Classificazione | Tipo               | RA (J2000.0)  | DEC (J2000.0) | Velocità radiale (km/s) | Magnitudine apparente | Distanza (Mpc) | Dimensioni (kal) |
| ----------- | --------------- | ------------------ | ------------- | ------------- | ----------------------- | --------------------- | -------------- | ---------------- |
| NGC 931     | SAbc            | Spirale            | 02h 28m 14.5s | 31° 18′ 42″   | 4992 ± 6                | 12,8                  | 70,2 ± 4,9     | 201              |
| NGC 940     | S0?             | Lenticolare        | 02h 29m 27.5s | 31° 38′ 27″   | 5119 ± 20               | 12,4                  | 72,1 ± 5,1     | 119              |
| UGC 1856    | Sd              | Spirale            | 02h 24m 31.6s | 31° 36′ 55″   | 4804 ± 2                | 13,16                 | 67,4 ± 4,7     | 96               |
| UGC 1963    | SAB(rs)ab       | Spirale intermedia | 02h 29m 26.3s | 31° 28′ 18″   | 5137 ± 1                | 13,80                 | 72,4 ± 5,1     | 91               |
| UGC 2008    | Sd              | Spirale            | 02h 32m 32.2s | 31° 36′ 34″   | 5047 ± 4                | 11,648 ± 0,0081       | 71,1 ± 5,0     | 69               |
| CGCG 504-97 | Sc              | Spirale            | 02h 29m 48.7s | 31° 27′ 14″   | 5239 ± 5                | 15,3 ± 0,4            | 73,9 ± 5,2     | 49               |
| PGC 94002   | ?               | ?                  | 02h 28m 17.0s | 31° 35′ 39″   | 17586 ± 0               | 13,237 ± 0,1331       | 256 ± 18       | 142              |
| PGC 212995  | ?               | ?                  | 02h 28m 14.3s | 31° 19′ 00″   | 4797 ± 150              | >19                   | 67,4 ± 5,2     | ?                |

- 1 Nell'infrarosso vicino.
- 2 Il database SIMBAD indica una velocità di 5268 km/s.[5] Si l'informazione è corretta, PGC 9400 farebbe parte di questo gruppo, altrimenti si tratta di una galassia lontana. Il database non è però sempre accurato per quanto riguarda l'identificazione delle galassie.

Il sito DeepskyLog permette di trovare agevolmente le costellazioni in cui si trovano le galassie; in alternativa si possono utilizzare le coordinate delle galassie per individuarle. Se non altrimenti indicato, le coordinate sono quelle fornite dal sito NASA/IPAC (National Aeronautics and Space Administration / Infrared Processing and Analysis Center).